# 2745 San Martin
2745 San Martin (1976 SR10) là một tiểu hành tinh vành đai chính được phát hiện ngày 25 tháng 9 năm 1976 bởi Felix Aguilar Observatory ở El Leoncito.